# Arapska legija
Arapska legija je vojno-policijska snaga koju su stvorile i održavale u Transjordanu britanske mandatne vlasti 1920. godine. Osnovana je zbog zaštite naftovoda, prekomorskih baza i aerodroma i kontrole svog protektorata.

## Povijest djelovanja
Prvobitno je nazvana Arapskom vojskom po istoimenoj vojsci koju je u Prvom svjetskom ratu osnovao Thomas Edward Lawrence, agent britanske obavještajne službe, ali je ubrzo preimenovana u Arapsku legiju. Popunjavana je pripadnicima nekadašnje Arapske vojske i bivšim časnicima osmanske vojske, pošto u domaće borce, beduine, Britanci nisu imali povjerenja.

### Do početka Drugog svjetskog rata
Oko 1921. sastojala se od oko 1,300 ljudi organiziranih u: 2 pješačke satnije na devama, 2 konjička eskadrona, topničku bateriju i odjel veze. Sve zapovjedne funkcije bile su u rukama britanskih časnika. Od 1920. do 1939. na čelu legije je kapetan Frederick Peake, a sve do 1956. predvodi je general John Bagot Glubb.
U svojstvu pomoćnika zapovjednika legije, Glubb 1930. osniva, tzv. pustinjske patrole (kćeri pustinje) od dobrovoljaca beduina, većinom sinova šeika i bogatih Arapa i time ih indirektno vezuje za sebe. Patrole su brojale od 80 do 100 ljudi na devama, a naoružane su i obučavane za djelovanja u pustinji. U odnosu na ostale snage legije (žandarmeriju i policiju), brojno stanje ljudstva u patrolama iznosilo je jednu petinu (od ukupno 6,000 ljudi — 1,200). Dobro naoružane, disciplinirane i veoma pokretne jedinice Arapske legije ubrzo su zavele potpunu kontrolu nad cijelim teritorijem protektorata, što je za Veliku Britaniju bilo od posebnog značaja s obzirom na česte pobune beduinskih plemena u Palestini i Siriji.

### Od Drugog svjetskog rata do kraja legije
Pred početak Drugog svjetskog rata u sastavu legije formirana su 2 konjička eskadrona i pustinjska mehanizirani odreda (350 ljudi na kamionima) kao pričuva za slučaj rata. Tijekom travnja 1941., kada je u Bagdadu izvršen pronacistički puč, mehanizirani odred je udvostručen i preustrojen na jačinu pukovnije. Skoro sve jedinice legije dobivaju moderno naoružanje, oklopne transportere i sredstva veze, što im je omogućavalo izvođenje brzih djelovanja na cijelom području Bliskog istoka. Arapska legija dugo je bila najbolje obučena i opremljena vojna snaga na Bliskom istoku. Njene postrojbe, raspodijeljene po satnijama i eskadronima, uspješno su kontrolirale ogromna prostranstva od Crnog mora do Anatolije i od Haife do Bagdada, osigurava interese Velike Britanije u tom području. Dio legije sudjeluje i u gušenju antibritanskog ustanka u Iraku, tijekom svibnja 1941.
Kad je Transjordanija 25. svibnja 1946. proglašena nezavisnom kraljevinom, od 26. travnja 1949. Kraljevina Jordan, Arapska legija postaje glavna sila njezinih oružanih snaga, ali i dalje s britanskim časnicima na čelu (John Bagot Glubb — Glubb-paša ostaje njezin zapovjednik).
U Arapsko-izraelskom ratu 1948. legija zauzima Jeruzalem i potvrđuje se kao najefikasnija vojna snaga arapskih država. Poslije završetka ratnih operacija Arapska legija nastavlja dalje vršiti svoju dotadašnju funkciju — osiguravanje naftovoda, aerodroma i baza Velike Britanije. Zbog toga Velika Britanija materijalno potpomaže novu kraljevinu i modernizira legiju po uzoru na svoju kopnenu vojsku. Od dotadašnjih snaga formira diviziju od 3 brigade grupe, 2 oklopne i 1 protuoklopne pukovnije, tako da je snaga legije povećana (1956.) na oko 23,000 vojnika i 4,000 policajaca.
Kada su se, krajem 1955., patriotski orijentirane snage Jordana usprotivile odluci dvora da uvuče zemlju u Bagdadski pakt, dominantna pozicija britanskih časnika u Arapskoj legiji konačno je srušena. General Glubb sa svojim pomoćnicima otpušten je i protjeran iz Jordana, a na čelo legije dolaze mladi jordanski časnici. U srpnju 1956. Arapska legija je preimenovana u Arapsku vojsku Jordana.